# Дасия
Даси́я (др.-греч. δασεῖα, «густое [придыхание]», от δασύ πνεῦμα; лат. spiritus asper) — надстрочный диакритический знак, использовавшийся в Греции с поздней античности (введён учёными александрийской школы), а также одно время и в кириллической церковнославянской письменности. С конца XX века был упразднён, когда греческая орфография была реформирована в монотоническую.

## Графика символа
Первоначально выглядел как левая половина буквы H (├), позже превратился в L-образный крючок, ещё позже (в греческом курсиве) — в нечто похожее на «(» или на надбуквенную перевернутую запятую (например: ἁ). В этом последнем виде попал в славянскую письменность (однако в некоторых древнейших памятниках встречается и в первоначальной форме).
Древнейший знак дасия (├) лёг в основу буквенно-линейной дасийной нотации IX—X веков, в которой были записаны первые в Европе образцы многоголосной музыки.

## Использование
В древнегреческом обозначал «густое придыхание», h-образный призвук в начале слова перед гласными (отсюда часто происходит начальное h- в латинизированных формах греческих имён и интернационализмов, вроде Homer, Helena, hexametron, hippodromos и т. п.) или при букве ро, что в латинице дает сочетание rh: rho, rhododendron и т. п.
У заглавных букв знак ставился перед буквой, у строчных — над ней: Ἁἁ, Ἑἑ, Ἡἡ, Ἱἱ, Ὁὁ, Ῥῥ, Ὑὑ, Ὡὡ.
В греческом письме дасия (как и псили) может сочетаться со знаками ударения.

## В славянской письменности
В славянской письменности густое придыхание встречалось достаточно редко и постепенно вышло из употребления; однако до середины XVII века, особенно в украинских изданиях, проводились попытки воспроизвести разницу двух греческих придыханий в заимствовании, прежде всего в именах собственных. Отголоском этой системы является иногда упоминающееся, но в реальной типографской практике не отражающееся правило: «густое [придыхание] пишется в иностранных словах, начинающихся с ижицы».

## Компьютерные кодировки
В Юникоде дасия присутствует с кодом U+0314 для греческого и U+0485 для кириллицы. Кроме того, отдельные коды отведены ряду монолитных символов для греческих букв с этим знаком.